# Jean Kickx (1775-1831)
Pour les articles homonymes, voir Kickx.
Jean Kickx est un botaniste belge, né en 1775 et mort en 1831.

## Biographie
Il est professeur de botanique, de pharmacie et de minéralogie à l’école supérieure de médecine de Bruxelles. Kicks est notamment l’auteur de Flora bruxellensis qui paraît en 1812 à Bruxelles. Le genre Kickxia de la famille des Scrophulariaceae, créé par Barthélemy Charles Joseph Du Mortier (1797-1878), commémore soit son nom, soit celui de son fils, Jean Kickx (1803-1864), également botaniste.